# Maurice Biraud
Maurice Eugène Biraud (París, 3 de març de 1922 – 24 de desembre de 1982) va ser un actor teatral, cinematogràfic i televisiu de nacionalitat francesa.

## Biografia
Va ser col·laborador de l'emissora radiofònica Europe 1, per la qual va interpretar, entre d'altres, al comissari Socrate en la sèrie Signé Furax, i també fou presentador, en companyia de Micheline Francey, d'Anne Perez i de M. Brandu, de la franja horària de les 9-12h en la dècada de 1960.
També va ser actor cinematogràfic, formant part de l'elenc de nombrosos films, gairebé sempre amb papers de repartiment. Entre les seves millors actuacions figuren les que va dur a terme en les pel·lícules Un taxi pour Tobrouk, Le Cave se rebiffe i Mélodie en sous-sol.
A més va treballar en televisió, mitjà en el qual va ser molt apreciat el seu sentit de l'humor i de la rèplica. En un altre àmbit, va cantar a duo la cançó La Petite al costat de France Gall, en el que era el debut de la cantant.
Maurice Biraud va ser en la seva època un dels artistes més sol·licitats, després de Jean Valton, per a realitzar discos publicitaris, llavors molt de moda.
Maurice Biraud va morir en 1982 a París, a causa d'una crisi cardíaca. Va ser enterrat en el cementiri de Colonjas, al departament de Corresa.

## Filmografia

### Cinema
- 1950: Brune ou blonde, de Jacques Garcia
- 1950: Le roi des camelots, d'André Berthomieu
- 1950: Le Passe-Muraille, de Jean Boyer
- 1951: La Marche, de Michel Audiard
- 1951: Poil de carotte, de Paul Mesnier
- 1951: Jamais deux sans trois, de André Berthomieu
- 1951: Une fille à croquer, de Raoul André
- 1951: La belle cheminée, de Paul de Roubaix
- 1952: Le Plus Heureux des hommes, de Yves Ciampi
- 1952: Jeunes filles, d'Armand Chartier
- 1952: Belle mentalité, d'André Berthomieu
- 1953: L'Esclave, de Yves Ciampi
- 1953: Le Portrait de son père, d'André Berthomieu
- 1953: Le Secret d'Hélène Marimon, de Henri Calef
- 1953: Quai des blondes, de Paul Cadéac
- 1954: Mam'zelle Nitouche, de Yves Allégret
- 1954: Poisson d'avril, de Gilles Grangier
- 1955: Les Deux font la paire, d'André Berthomieu
- 1954: Pas de coup dur pour Johnny, d'Emile Roussel
- 1956: Au creux des sillons, de Claude-Yvon Leduc
- 1956: Donnez-moi ma chance, de Léonide Moguy
- 1956: L'Homme et l'Enfant, de Raoul André
- 1957: Trois Jours à vivre, de Gilles Grangier
- 1957: Charmants Garçons, de Henri Decoin
- 1958: C'est la faute d'Adam, de Jacqueline Audry
- 1958: Premier mai, de Luis Saslavsky
- 1959: Le Second souffle, de Yannick Bellon
- 1960: Candide ou l'optimisme au XXème siècle, de Norbert Carbonnaux
- 1960: Un taxi pour Tobrouk, de Denys de La Patellière
- 1960: Pierrot la tendresse, de François Villiers
- 1961: Le cave se rebiffe, de Gilles Grangier
- 1962: Le Petit Garçon de l'ascenseur, de Pierre Granier-Deferre
- 1962: El diable i els Deu Manaments (Le Diable et les Dix Commandements), de Julien Duvivier, sketch "Homicide point ne seras"
- 1962: L'Œil du monocle, de Georges Lautner
- 1962: Le Monte-charge, de Marcel Bluwal
- 1962: Le Septième Juré, de Georges Lautner
- 1962: Pourquoi Paris ?, de Denys de La Patellière
- 1963: Mélodie en sous-sol, de Henri Verneuil
- 1963: La Soupe aux poulets, de Philippe Agostini
- 1963: Les Aventures de Salavin, de Pierre Granier-Deferre
- 1964: Des pissenlits par la racine, de Georges Lautner
- 1964: Cherchez l'idole, de Michel Boisrond
- 1964: Une souris chez les hommes, de Jacques Poitrenaud
- 1965: La Métamorphose des cloportes, de Pierre Granier-Deferre
- 1967: La Grande Sauterelle, de Georges Lautner
- 1968: Fleur d'oseille, de Georges Lautner
- 1970: Le Cri du cormoran le soir au-dessus des jonques, de Michel Audiard
- 1972: Le Trèfle à cinq feuilles, d'Edmond Freess
- 1972: Elle cause plus, elle flingue, de Michel Audiard
- 1972: Bastos ou ma sœur préfère le colt 45, de Henri Boyer i Jean-Louis Van Belle
- 1973: Le Complot, de René Gainville
- 1973: Le Concierge, de Jean Girault
- 1973: El tren, de Pierre Granier-Deferre
- 1973: L'Événement le plus important depuis que l'homme a marché sur la lune, de Jacques Demy
- 1974: Le Permis de conduire, de Jean Girault
- 1974: OK patron, de Claude Vital
- 1974: La Rivale, de Sergio Gobbi
- 1975: Salut les frangines, de Michel Gérard
- 1975: Flic Story, de Jacques Deray
- 1975: Le Gitan, de José Giovanni
- 1976: Deux imbéciles heureux, d'Edmond Freess
- 1976: Bartleby, de Maurice Ronet
- 1977: L'automobile comment ça marche, de Roger Rochelle
- 1977: Gloria, de Claude Autant-Lara
- 1979: C'est dingue... mais on y va, de Michel Gérard
- 1980: La Bande du Rex, de Jean-Henri Meunier
- 1981: I nosaltres, per què no? (Pourquoi pas nous ?), de Michel Berny
- 1981: Beau-père, de Bertrand Blier
- 1983: Un dimanche de flic, de Michel Vianey

### Televisió
- 1954: Télé-Match
- 1954: Une Enquête de l'Inspecteur Grégoire, de Marcel Bluwal, episodi La Partie de Cartes
- 1954: Teuf-teuf, de Georges Folgoas
- 1963: Deux Romains en Gaule, de Pierre Tchernia
- 1967: La morale de l'histoire, de Claude Dagues
- 1972: Kitsch-Kitsch, de Janine Guyon
- 1972: Le Fado de la liberté, de Janine Guyon
- 1973: Un client sérieux, de Jean Bertho
- 1974: L'Or et la fleur, de Philippe Ducrest
- 1974: Jo Gaillard, de Bernard Borderie, episodi L'étrange traversée
- 1974: Malaventure (segment Dans l'intérêt des familles)
- 1974: Bons baisers d'Astérix, de Pierre Desfons
- 1976: Nick Verlaine ou Comment voler la Tour Eiffel, de Claude Boissol
- 1976: Les Douze Légionnaires, de Bernard Borderie
- 1977: Les Confessions d'un enfant de chœur, de Jean L'Hôte
- 1977: Rossel et la commune de Paris, de Serge Moati
- 1977: La Mer promise, de Jacques Ertaud
- 1977: Banlieue Sud-Est, de Gilles Grangier
- 1977: Un juge, un flic, de Denys de la Patelière, episodi Les Hochets
- 1978: Les Hommes de Rose, de Maurice Cloche
- 1978: Les Palmiers du métropolitain, de Youri
- 1978: Ciné-roman, de Serge Moati
- 1979: Pierrot mon ami, de François Leterrier
- 1979: Histoires insolites Folies douces, de Maurice Ronet
- 1980: Mont-Oriol, de Serge Moati
- 1980: Notre bien chère disparue, d'Alain Boudet
- 1980: Arsène Lupin joue et perd, d'Alexandre Astruc
- 1981: Eole Epifanio, d'Antoine Gallien
- 1981: Le Mécréant, de Jean L'Hôte
- 1981: Le Piège à loups, de Jean Kerchbron
- 1981: Mon enfant, ma mère, de Serge Moati
- 1981: Marie-Marie, de François Chatel
- 1981: Rioda, de Sylvain Joubert
- 1981: Ce fut un beau voyage, de Hervé Baslé
- 1982: La Nuit du général Boulanger, de Henri Bromberger
- 1982: Jules et Georgia, de Robert Valey
- 1982: Les Sept jours du marié, de Serge Moati
- 1982: Des yeux pour pleurer, d'André Cayatte
- 1982: L'Esprit de famille, de Roland-Bernard
- 1983: Retour à Cherchell, d'André Cayatte

## Teatre
- 1952: L'Amour en papier, de Louis Ducreux, escenografia de Michel de Ré, Teatre del Quartier Latin
- 1952: Le Jardin du Roi, de Pierre Devaux, escenografia de Michel de Ré, Teatre del Quartier Latin
- 1953: Frère Jacques, d'André Gillois, escenografia de Fernand Ledoux, Théâtre des Variétés
- 1954: Frère Jacques, d'André Gillois, escenografia de Fernand Ledoux, Teatre des Célestins
- 1954: L'Homme qui était venu pour diner, de George Kaufman i Moss Hart, escenografia de Fernand Ledoux, Teatre Antoine
- 1955: Les Petites Têtes, de Max Régnier, escenografia de Fernand Ledoux, Teatre Michel
- 1957: Bobosse, d'André Roussin, escenografia de l'autor, Teatre de la Michodière
- 1958: Am Stram Gram, d'André Roussin, escenografia de l'autor, Teatre des Nouveautés
- 1958: L'Enfant du dimanche, de Pierre Brasseur, escenografia de Pierre Valde, Teatre Édouard VII
- 1959: L'Enfant du dimanche, de Pierre Brasseur, escenografia de Pierre Valde, Teatre de París